# Aepocerus excavatus
Aepocerus excavatus är en stekelart som beskrevs av Mayr 1885. Aepocerus excavatus ingår i släktet Aepocerus och familjen fikonsteklar. Inga underarter finns listade i Catalogue of Life.